# William Whiting Borden
William Whiting Borden (* 1. November 1887 in Chicago; † 9. April 1913 in Ägypten) war ein US-amerikanischer christlicher Missionar und Erbe des Familienvermögens der Borden, Inc.
Bordens Vater William Borden wurde dank Silberminen in Colorado reich. Seine Mutter Mary Degama Whiting führte ihn ins Christentum ein und nahm ihn regelmäßig zur Chicago Avenue Church (heute Moody Church). Mit sechzehn Jahren trat er eine Weltreise an. Dabei beeindruckte ihn die Arbeit der China Inland Mission so sehr, dass er beschloss, selbst Missionar zu werden. Auf elterlichen Wunsch studierte er ab 1905 an der Yale University, wo er die Yale Hope Mission, einen evangelistischen Verein, gründete und im Laufe der Jahre bis zu 1000 der 1300 Studenten in Bibelstudiengruppen sammelte. Nach seinem College-Abschluss 1909 studierte er am Princeton Theological Seminary und wurde nach erfolgreichem Examen am 9. September 1912 in der Chicago Avenue Church ordiniert. Er entschied sich, Muslime in Gansu (Nordwestchina) zu evangelisieren, und reiste im Dezember 1912 zur missionarischen Ausbildung nach Ägypten. Dort erkrankte er aber nach wenigen Monaten an Meningitis und starb.
Borden vermachte der China Inland Mission und anderen christlichen Agenturen eine Million US-Dollar. Das Borden Memorial Hospital in Lanzhou wurde nach ihm benannt.